# Raquel Houghton
Pour les articles homonymes, voir Houghton.
Raquel Houghton, née en 1981, est une actrice et mannequin américaine.

## Biographie
Raquel Houghton est d'origine du Costa Rica, elle est née à Albany, proche de New York.
À 19 ans Raquel débute comme modèle à Orlando, en Floride. Après cinq ans à Orlando, Raquel déménage à Los Angeles pour poursuivre sa carrière. 
Raquel a décroché son premier rôle principal dans un film d'horreur indépendant. Raquel a étudié l'art avec Gregory Berger au Studios Berg à Los Angeles.
Elle a été l'amie du producteur Dane Cook durant deux ans.

## Filmographie

### Cinéma
- 2010 : 306 (court-métrage), Sam
- 2012 : The Good Earth, Cara Barrett
- 2012 : Time Will Tell (court métrage), Jen
- 2013 : Play Hard, Rachael
- 2013 : Face of Beauty, Vampire
- 2013 : Among the Shadows, Ariel Carlson

## Télévision
- 2012 : Esprits criminels (série télévisée), Cara Barrett
- 2013 : Horror Haiku (série télévisée), Vampire